# Exclusive Records
Pour les articles homonymes, voir Exclusive (homonymie).
Exclusive Records est un label discographique américain, anciennement basé à Los Angeles, en Californie, actif entre 1945 et 1950.

## Histoire
Exclusive Records est fondé en 1945 à Los Angeles  par le Louisianais Leon Rene, parallèlement à la création d'Excelsior Records par son frère Otis. C'est un est des nombreux labels indépendants qui apparaissent avec l'explosion du rhythm and blues en Californie, au lendemain de la seconde guerre mondiale. Le label enregistre un des principaux tubes du genre, le Honeydripper de Joe Liggins.

## Artistes
Les principaux artistes du label sont Joe Liggins, Ivory Joe Hunter, jack McVea , Roosevelt Sykes, Charles Brown, et  Big Jay McNeely